# Estatuilla en bronce de Imhotep (Museo Brooklyn)

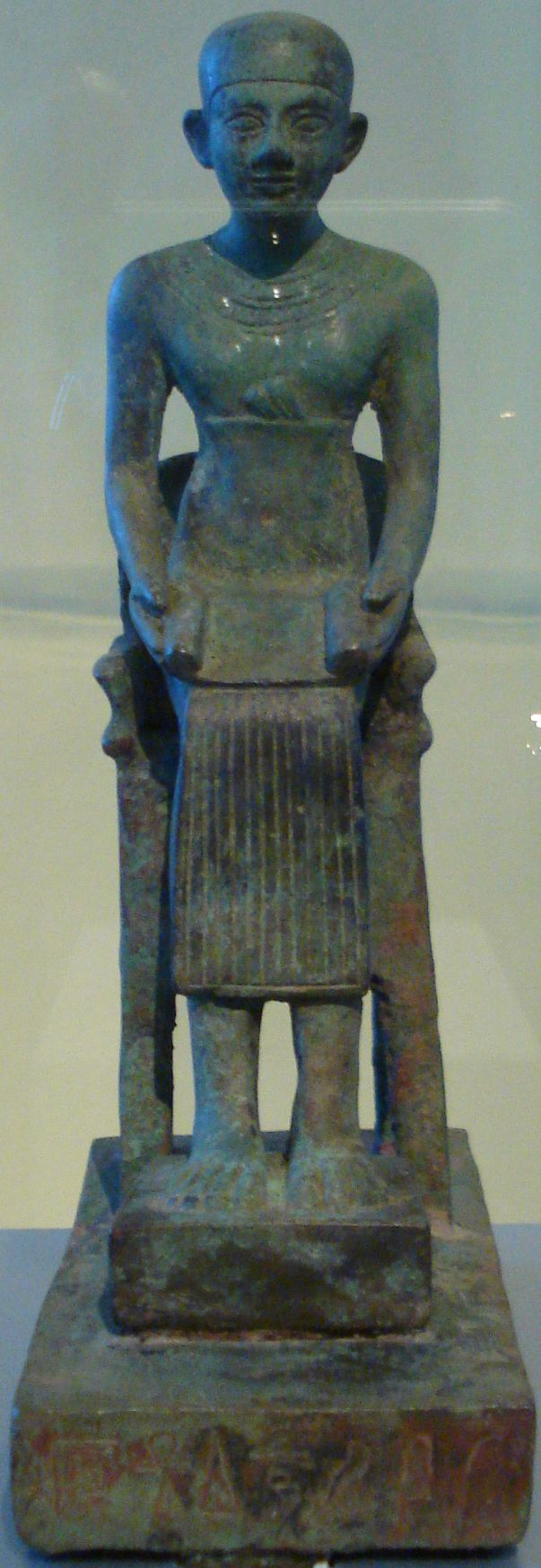
Estatuilla de Amenhotep sumo sacerdote de Heliópolis, en el Museo Brooklyn.

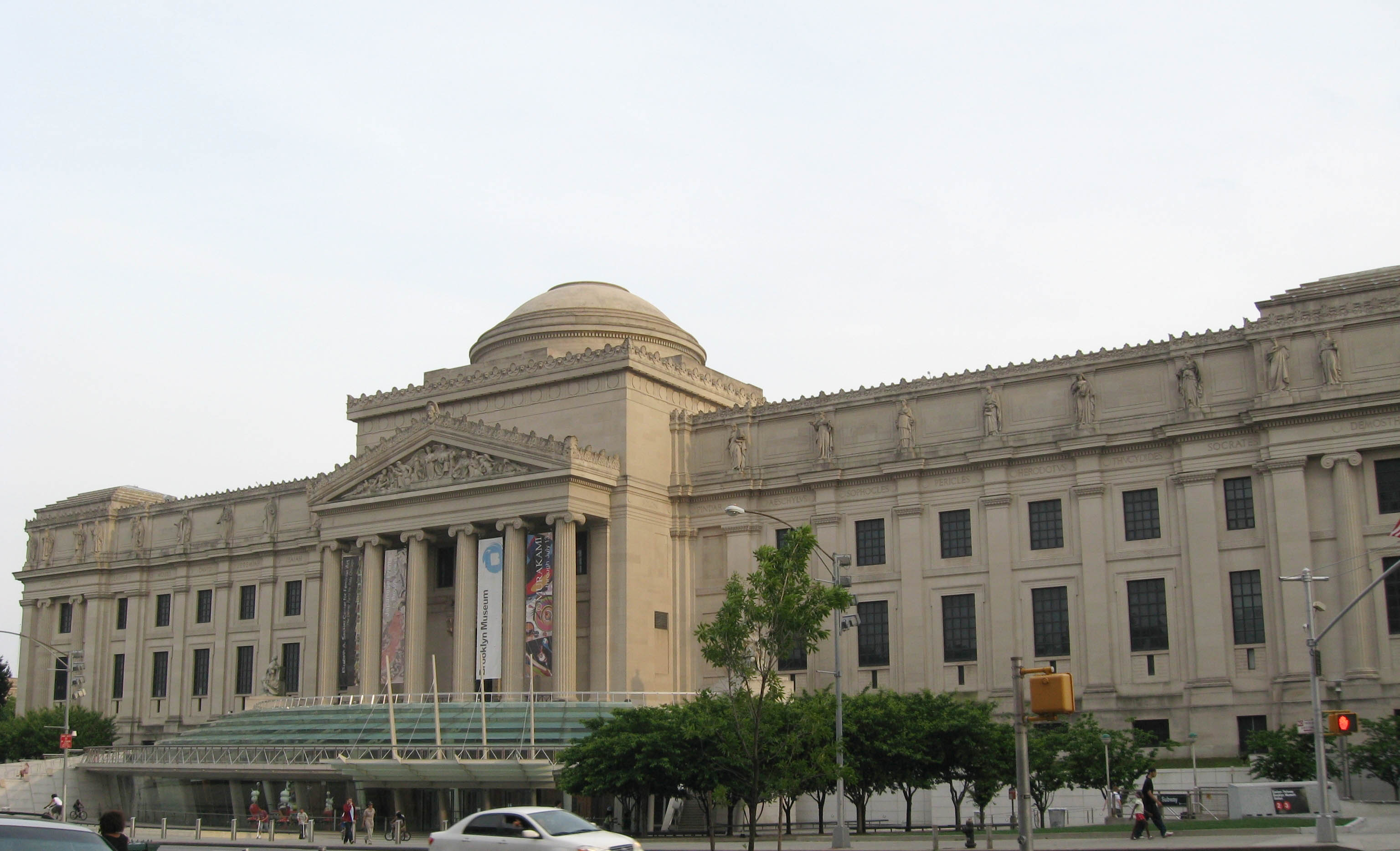
Instantánea del Museo Brooklyn de Nueva York.

La estatuilla en bronce de Imhotep es una pieza elaborada entre los años 381 - 330 a. C., en época de la Dinastía Ptolemaica, concretamente durante la Dinastía XXX de Egipto. 

## Historia
La estatuilla representa a Imhotep, (en griego Imutes), sabio, médico, astrólogo, y  el primer arquitecto conocido en la historia (aprox. 2690 - 2610 a. C.) y además Sumo sacerdote de Heliópolis, y visir del faraón Necherjet Dyeser (Zoser), también fue el encargado del diseño la Pirámide escalonada de Saqqara, durante la dinastía III.

## Conservación
- La estatuilla se exhibe de forma permanente en el Museo Brooklyn, sito en Nueva York (Estados Unidos).

## Características
- Estilo: arte egipcio.
- Material: bronce.
- Dimensiones: 17,2 x 5,4 x 11,6 centímetros.